# Poa simensis
Poa simensis là một loài thực vật có hoa trong họ Hòa thảo. Loài này được Hochst. ex A.Rich. miêu tả khoa học đầu tiên năm 1850.